# 양희승
양희승(梁熙勝, 1974년 3월 1일 - )은 대한민국의 전 농구 선수이다.

## 생애
광주고등학교, 고려대학교를 졸업했다. 1997년 창원 LG 세이커스에 입단하고 2004년 현 KT&G인 안양 SBS 스타즈 입단, 2007년 부산 KTF 매직윙스로 입단하였고, 등번호는 12번이다.
농구대잔치가 엄청난 인기를 누릴 때, 고려대학교의 김병철, 전희철, 신기성, 현주엽과 함께 막강 5인조의 슈퍼스타 중 하나였다. 원래 센터였으나 대학진학후 슈팅포워드로 전향했다. 돌쇠스타일로 체력을 무기로 외곽 여기저기에서 쏘는 정확한 3점슛과 당시 고대의 팀컬러였던 질풍같은 속공의 주역이었다. 당시 연대에는 서장훈, 우지원, 김훈, 석주일 등의 멤버가 있었고, 최희암이라는 명장이 있어 항상 대등하고 재미있는 시합을 했다.

## 출신 학교
- 광주서석초등학교
- 광주충장중학교
- 광주고등학교
- 고려대학교

## 선수 경력
- 1997년 ~ 2000년 창원 LG 세이커스
- 2000년 ~ 2002년 대전 현대 걸리버스
- 2002년 ~ 2007년 안양 SBS 스타즈
- 2007년 ~ 2009년 부산 KTF 매직윙스